# 논산 상도리 마애여래입상
논산 상도리 마애여래입상(論山 上道里 磨崖如來立像)은 대한민국 충청남도 논산시 상도리에 있는, 마애불 입상이다. 고려시대에 만들어졌으며, 자연적인 거대한 암반에 불신을 선각하고 불두는 따로 조각하여 붙이는 형식의 마애불이다. 2004년 4월 10일 충청남도의 유형문화재 제175호로 지정되었다.

## 참고 자료
- 논산상도리마애불 - 국가유산청 국가유산포털